# Спэтару, Дан
Дан Георге Спэта́ру (рум. Dan George Spătaru; 2 октября 1939, Алиман, жудец Констанца, Румыния — 8 сентября 2004, Бухарест, Румыния) — румынский эстрадный певец, киноактёр.
В начале 1970-х годов стал популярным в СССР благодаря музыкальному советско-румынскому кинофильму «Песни моря» (1970), в котором он снялся совместно с Натальей Фатеевой (за кадром за неё пела Лариса Мондрус). Песня «Пой, гитара!» (музыка Темистокле Попа — стихи Роберта Рождественского), впервые прозвучавшая в этом фильме именно в исполнении Дана Спэтару, стала шлягером и затем неоднократно перепевалась другими исполнителями (Муслим Магомаев, Маргарита Суворова).

## Биография
Спэтару родился 2 октября 1939 года в семье учителей Гергины и Аурела Спэтару. Он провёл своё детство в Алимане, своём родном городе, в Ион-Корвине и в Меджидии, со своей старшей сестрой Пуйкой (Мария Никола) и бабушкой и дедушкой, фермерами. В детстве увлекался футболом и лошадьми. Когда ему было 12 лет, его мать умерла, и дети переехали в Меджидию к тёте. Именно здесь Спэтару окончил среднюю школу и начал свою футбольную карьеру. Он развивался как полузащитник в клубе ФК Спортул Студенцеск.
На третьем курсе Факультета физического воспитания и спорта ему пришлось бросить футбол из-за грыжи межпозвоночного диска. Затем он посвятил себя школе и музыке. Спэтару был студентом, когда начал играть в «Студенческом доме» в 1962 году. Он начал с итальянской музыки, которая была модной в то время. Он унаследовал любовь к музыке от своей семьи: его отец играл на скрипке. Его заметила Камелия Дэскэлеску. Однажды он слушал её в Мон-Жарден и брал у неё уроки. Первые музыкальные произведения, исполненные Спэтару, были написаны Дэскэлеску. Однажды на террасе он встретил Темистокле Попа. Первым большим успехом стала песня Попа «Să știi, măciucă mea».
Ему принадлежит мировой рекорд по продолжительности аплодисментов публики (16 минут 19 секунд). Это произошло в 1967 году на международном фестивале в кубинском городе Варадеро.
В 1972 году Дан познакомился со своей будущей женой Сидой. В 1974 у них родилась дочь Дана.
Умер от инфаркта миокарда. Похоронен на кладбище Беллу в Бухаресте. На его похоронах присутствовало более 10 тысяч человек.

## Дискография
- 1969 (Мелодия, Д 25625-6) — Песня «Вокруг света» на сборнике «Мелодии друзей-69»

- 1971 (Мелодия, Д 00030081-2, ГД 0002605-6) — Музыка из кинофильма «Песни моря»

1. Дан Спатару — С машиной
2. Дан Спатару — Ты, я и мой зонтик
3. Лариса Мондрус — Я девчонка
4. Лариса Мондрус — Не моя вина

- 1971 (Electrecord, EDC 10.194) — Dan Spătaru. Cântecele mării

1. Tu, eu şi-o umbrelă
2. Cu maşină
3. Tu nu-nţelegi că te iubesc?
4. Să cântăm, chitara mea

- 1996 (Electrecord, EDC 174) — Dan Spătaru

1. Ţărăncuţă, ţărăncuţă — 4:18
2. Nu vreau să plângi — 3:07
3. Nimic nu e prea mult — 3:40
4. Drum bun — 3:54
5. Prietene — 2:39
6. În rândul patru — 2:31
7. Drumurile — 3:25
8. Te-aşteaptă un om — 2:40
9. Nici o lacrimă — 1:57
10. Spune-mi unde, spune-mi cine — 2:05
11. Te-am iubit, Mario — 2:53
12. Spune-mi ce mai face mama — 3:19
13. Măicuţă, îţi mulţumesc — 2:44
14. Trecea fanfara militară — 3:20
15. Vin la noi la Medgidia — 3:42
16. Cântec de tată — 3:34
17. Cântec de tată — 3:04
18. Sa cântăm chitara mea — 03:12

- (2009) DVD — Momente de aur (TVRmedia)